# Ugao-Miraballes
Ugao-Miraballes – gmina w Hiszpanii, w prowincji Biskaja, w Kraju Basków, o powierzchni 5,22 km². W 2011 roku gmina liczyła 4059 mieszkańców.